# ناحیه آستین پورت، میشیگان
ناحیه آستین پورت (به انگلیسی: Port Austin Township) یک منطقهٔ مسکونی در ایالات متحده آمریکا است که در شهرستان هورون، میشیگان واقع شده‌است.
 ناحیه آستین پورت ۴۳٫۲ کیلومتر مربع مساحت و ۱٬۵۹۱ نفر جمعیت دارد و ۱۹۲ متر بالاتر از سطح دریا واقع شده‌است.